# Püssi (stacja kolejowa)
Püssi – stacja kolejowa w miejscowości Püssi, w prowincji Virumaa Wschodnia, w Estonii. Położona jest na linii Tallinn - Narwa. 

## Historia
Stacja powstała w czasach carskich na Kolei Bałtyckiej. Nosiła wówczas nazwę Iziengof (ros. Изенгофъ).

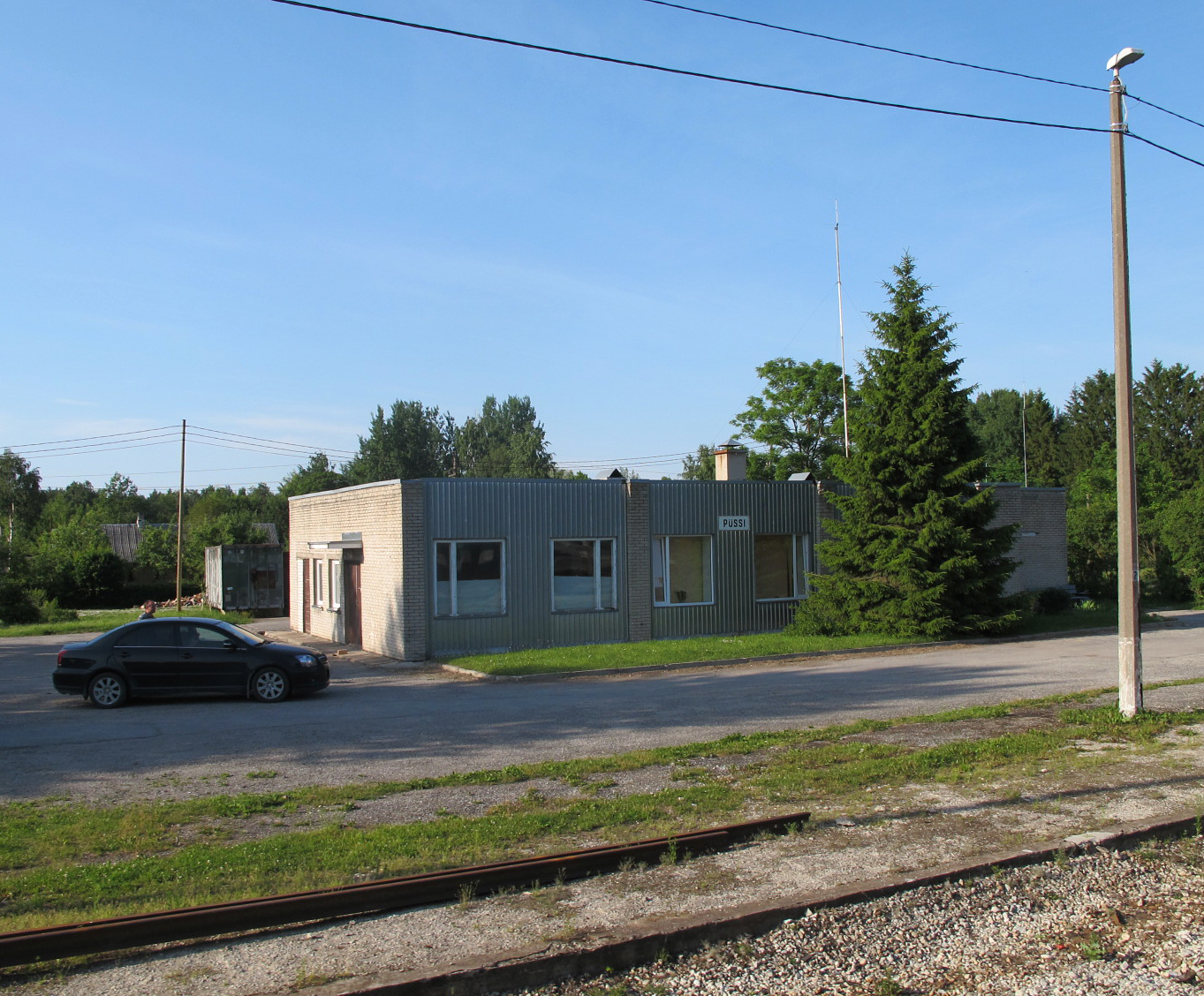
budynek stacyjny
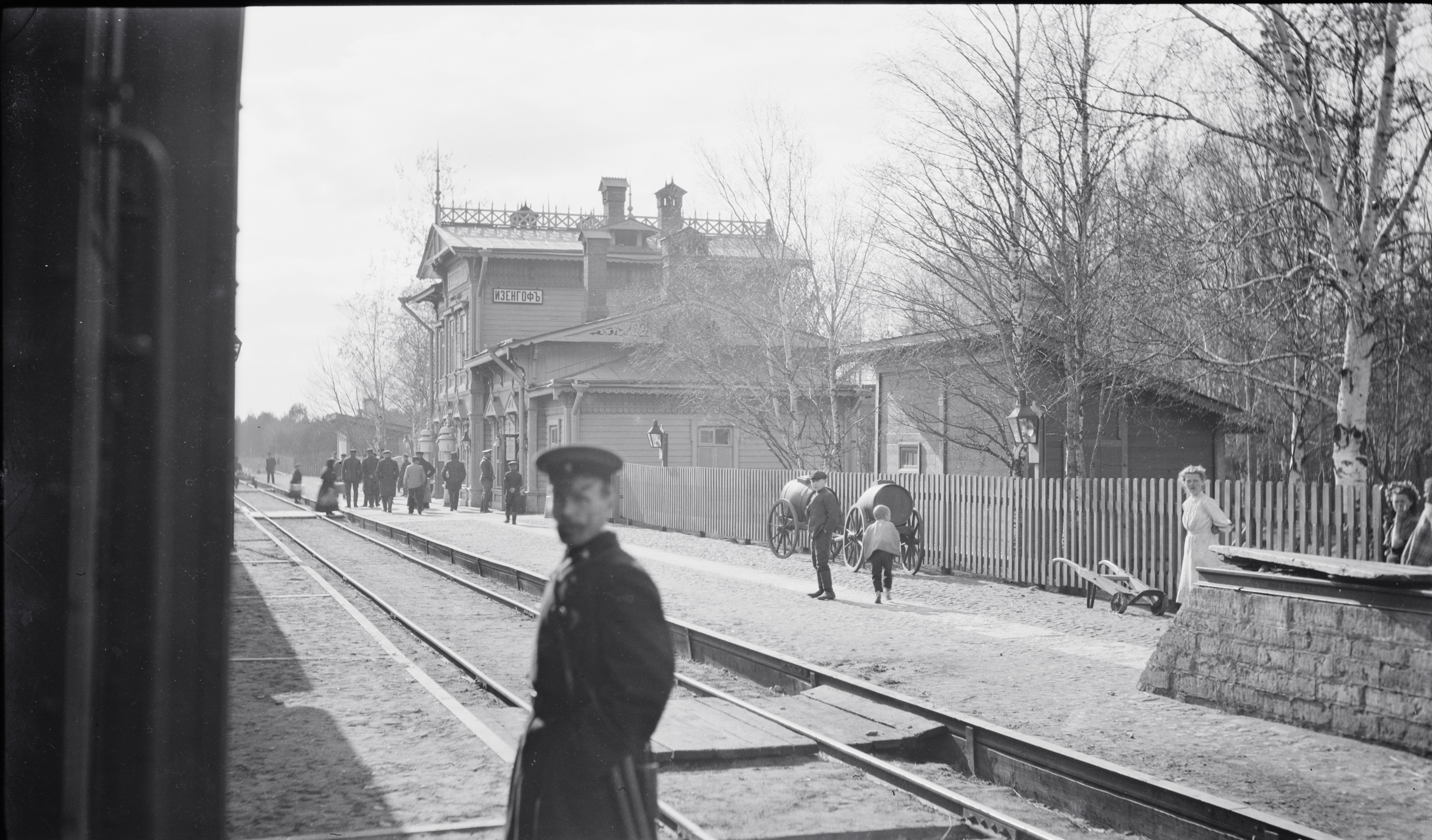
stacja w czasach carskich
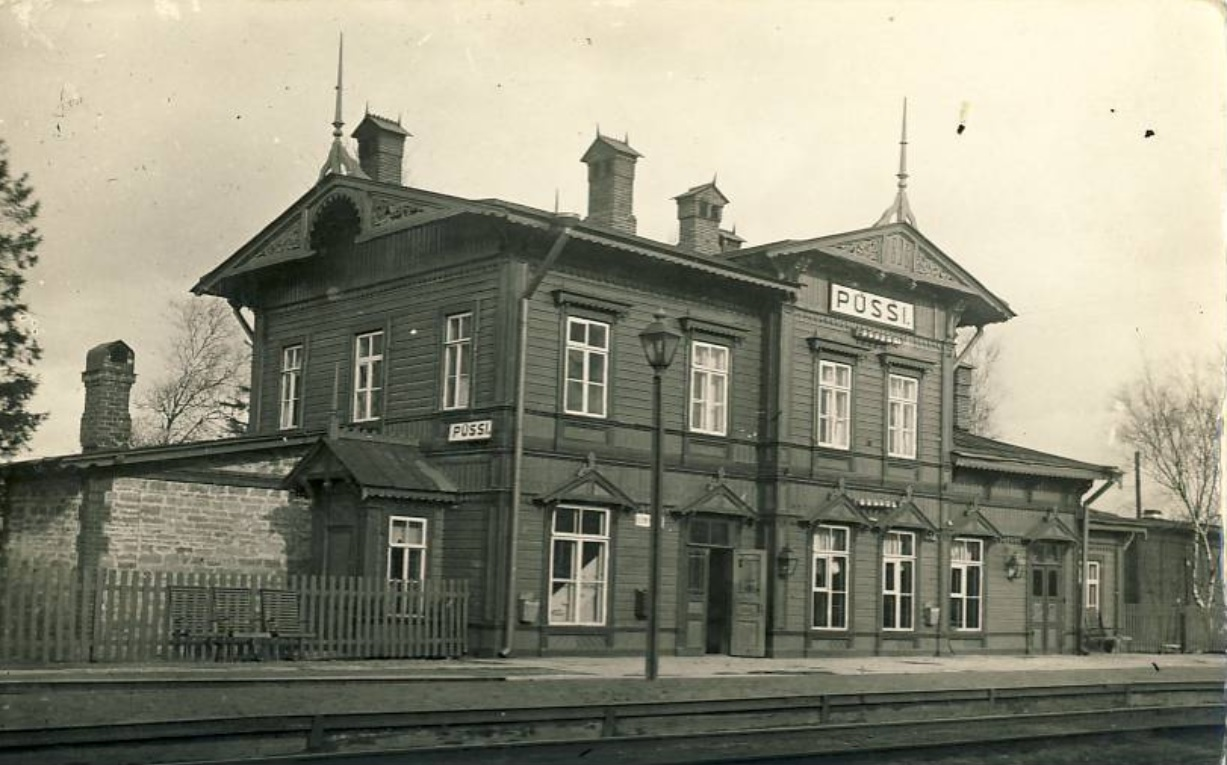
stacja w latach 30. XX w.